# Déchet de très faible activité

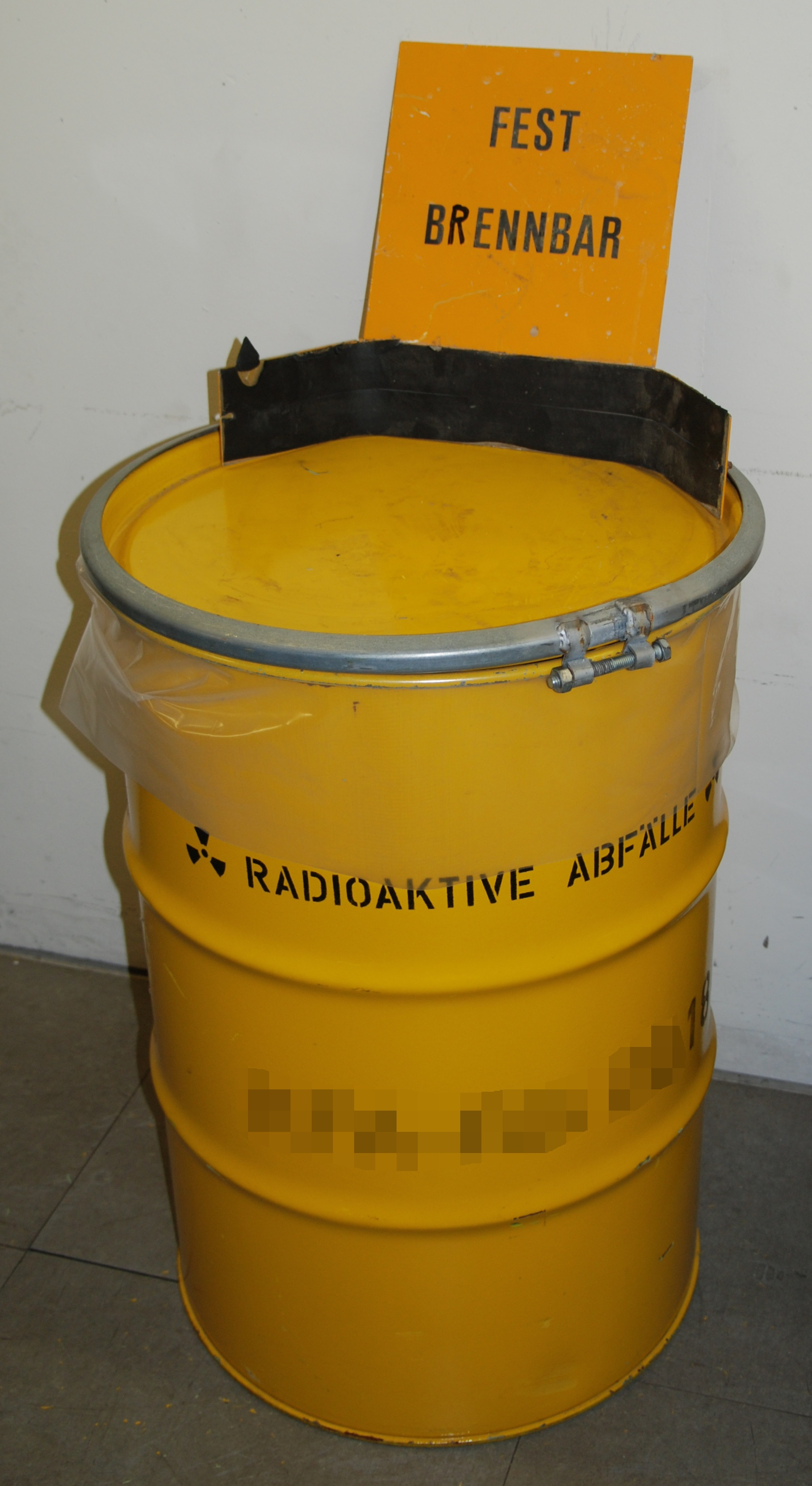
Fût jaune de déchets à très faible activité

Les déchets nucléaires de très faible activité (TFA)  sont principalement des matériaux contaminés provenant du fonctionnement et du démantèlement de sites nucléaires : ferraille, gravats, béton... Ils sont relativement peu radioactifs mais les volumes générés sont plus importants que ceux des autres catégories.
Pour être considéré de très faible activité, l'activité massique du déchet radioactif doit être inférieure à 100 becquerels par gramme. Au-delà de cette valeur, on considère que le déchet est de faible activité. 

## Déchets TFA en France
En France, les déchets de très faible activité sont stockés dans des installations de surface telles que le Centre de stockage de Morvilliers, mis en service en 2003. De 20 000 à 30 000 m3 y sont stockés chaque année. 
Fin 2010, les déchets TFA représentent 360 000 m3.
On estime que le démantèlement du parc nucléaire français produira environ 80 millions de tonnes de ces déchets. Les besoins de démantèlement vont croissant et vont générer un tonnage de plus en plus élevé de déchets faiblement radioactifs, dont les études prospectives montrent qu'ils vont rapidement saturer le centre de stockage en France pour les déchets de très faible activité (CIRES).
Selon un rapport intitulé Déchets radioactifs de très faible activité : la doctrine doit-elle évoluer ? présenté le 17 février 2016  à l'Office parlementaire d'évaluation des choix scientifiques et technologiques (OPECST), en France l’exploitation et le démantèlement devraient d’après l’inventaire national 2015, générer  2 200 000 m3 de déchets TFA (hors sols pollués) alors que le CIRES n’est prévu que pour 650 000 m3 en 30 ans, il sera saturé vers 2020-2025. L’IRSN estime devoir réviser sa stratégie de gestion de ces déchets, en y associant la société civile et en abordant tous les aspects du sujet. Ce rapport encourage un assouplissement de la législation (abaissement des seuils de libération pour favoriser une diversité de pistes de traitement, dont le stockage dans certains centres de déchets industriels conventionnels, et le recyclage de métaux par fusion comme l’a préconisé un groupe de travail du PNGMDR (plan national de gestion des matières et déchets radioactifs) qui juge ces technologies acceptables, mais l’IRSN « préconise un assouplissement concernant les exigences de traçabilité des produits recyclés, et le développement de débouchés extérieurs au secteur nucléaire ».  Dans certains cas l’IRSN pourrait recommander un retrait total des matériaux contaminés pour déclasser des bâtiments ou sites nucléaires, si cela ne génère pas trop de déchets « administrativement radioactifs » ni des « coûts et risques conventionnels injustifiés au regard des risques radiologiques à gérer ».
Le 4 janvier 2021, le ministère de la Transition écologique a mis en consultation, jusqu'au 4 février, deux projets de décrets et un projet d'arrêté créant un régime dérogatoire pour la valorisation des déchets radioactifs métalliques de très faible activité (déchets TFA). Les métaux issus de l'opération perdront leur statut de substance radioactive et ne feront donc plus l'objet de mesures de radioprotection.